# Rhabdophis nigrocinctus
Rhabdophis nigrocinctus är en ormart som beskrevs av Blyth 1856. Rhabdophis nigrocinctus ingår i släktet Rhabdophis och familjen snokar. Inga underarter finns listade i Catalogue of Life.
Denna orm förekommer i sydöstra Kina, Myanmar, Laos, Vietnam, Kambodja och Thailand. Arten lever i kulliga områden och i bergstrakter mellan 600 och 1000 meter över havet. Individerna vistas i städsegröna skogar nära vattendrag. De simmar ibland. Honor lägger ägg.
Delar av populationen hotas av svedjebruk. IUCN kategoriserar arten globalt som livskraftig.